# 薬と社会
薬と社会（くすりとしゃかい、別名：社会薬学）は1982年から1986年にかけて国際薬剤師・薬学連合（FIP)がスウェーデン薬剤師会からの援助を受けていた行動のひとつ。　　
一般には「薬学概論」として知られている。要点は
- 薬はなぜ存在するのか
- その意義・使命はなにか

## 日本での定義
「薬（主として医薬品であるが広義に生体に作用する物質）に関する社会的事業における社会科学的因果関係を総合科学的に研究し、もって人間の生活と健康の維持、発展に関与する学問分野」